# Augustin Cochin

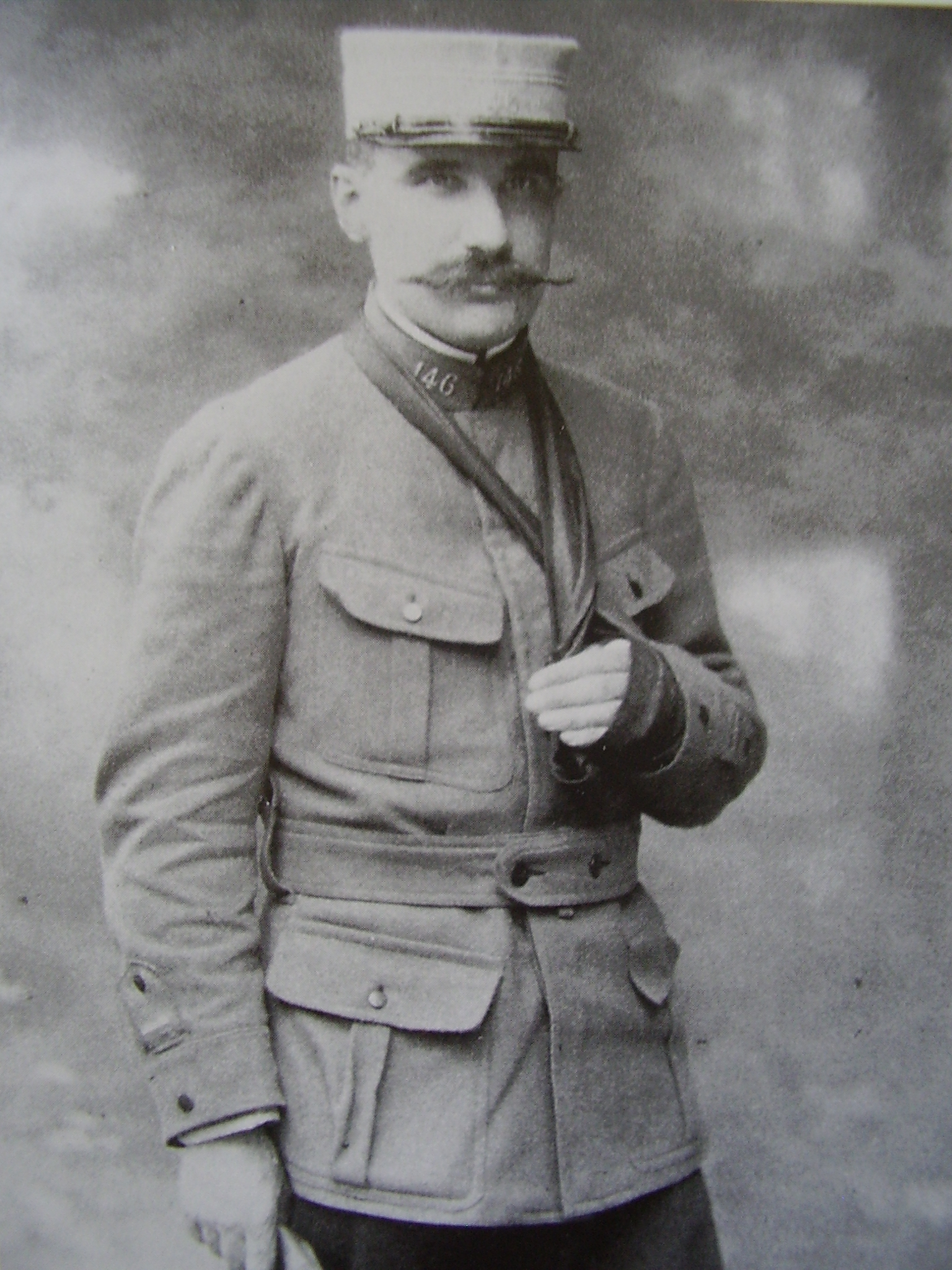
Augustin Cochin

Augustin Cochin (ur. 22 grudnia 1876, zm. 8 lipca 1916) – francuski historyk rewolucji francuskiej. Większość edycji oraz publikacji została wydana po jego śmierci w czasie I wojny światowej.

## Życiorys
Augustin urodził się w Paryżu w 1876 jako syn Denysa Cochina, posła Zgromadzenie Narodowego, który został wysłany na delegację Watykanu oraz wnuk Augustina Cochina seniora, pisarza oraz polityka. Jego praktykujący katolicyzm pomógł mu w studiach nad rewolucją francuską oraz rzucenie nowego światła na tę epokę.
Cochin studiował rewolucję z socjologicznej perspektywy. Dogłębnie czytał i pracę tworzone przez słynnego francuskiego socjologa, Émile Durkheima. François Furet w przyszłości opierał się na pracach Chochina głównie ze względu na dogłębność prac tworzonych przez niego a także zrozumieniem genezy konfliktu którą Augustin opublikował w jednej ze swoich prac.
W 1914 roku wstąpił do armii francuskiej walczącej podczas I wojny światowej. W czasie walk na froncie czterokrotnie ranny. Zginął 8 lipca 1916 roku w walkach w okolicach Maricourt w wieku 40 lat.
Jego prace wydane zostały głównie po zakończeniu wojny z pracującym wraz z rodziną Cochina, Charlesem Charpentierem, kolaborantem podczas II wojny światowej.

## Najważniejsze prace
- La Crise de l’histoire révolutionnaire: Taine et M. Aulard (1909)
- Actes du gouvernement révolutionnaire (23 août 1793 – 27 juillet 1794) (1920)
- Les Sociétés de pensée et la démocratie: Études d’histoire révolutionnaire (1921)
- Les Sociétés de pensée et la Révolution en Bretagne (1788-1789) (1925)